# Vallabrègues
Vallabrègues è un comune francese di 1 343 abitanti situato nel dipartimento del Gard, nella regione dell'Occitania.

## Società

### Evoluzione demografica
Abitanti censiti